# さくらはる
さくら はるは、日本のAV女優。ギルフイー所属（バンビプロモーションに委託）。

## 略歴・人物
2017年2月にAVデビューしたロリ系AV女優。ミニマムの作品には「逢瀬ゆみ（おうせ ゆみ）」

## 出演作品

### アダルトDVD
2017年
- 新人初撮。ペニ好き童顔オーバーオール。 逢瀬ゆみ 149cm（2月13日、ミニマム）※「逢瀬ゆみ」名義
- 風邪ひきマスクの無防備なカラダ。（3月13日、ミニマム）※「逢瀬ゆみ」名義
- 箱根温泉で見つけたお嬢さん タオル一枚男湯入ってみませんか? 卒業祝い女子大生限定スペシャル! 胸・ワキの下・お尻・股間… 男性客に全身の敏感ポイントの湯しずくを舐め取ってもらう赤面必至の特別羞恥ミッション!!（4月6日、SODクリエイト）※「ゆみ」名義　他出演:みさ、ゆい、りか、すみれ。りん
- 2017年度 ソフト・オン・デマンド 入社式 新卒女子10名の全裸くっぱぁ決意表明 入社初日から同期の前で公開挿入! 羞恥過激な新入社員研修編（4月6日、SODクリエイト）※「相馬澄子」名義　他出演:熊本藍、坪井絵美、安明日美、北村知恵、平野みちる、三浦志帆、九十九美優、小西若菜、窪田心、井上綾子
- 家庭教師を誘惑する小悪魔娘DX（4月18日、思春期.com）他出演:はるのるみ、佐々木ひな
- モニタリング 和服が似合う上品な仲居さん×童貞 Hなお悩み相談中に勃起してしまったチ○ポを優しく筆下ろし! 奇跡の4組収録!!（5月3日、SODクリエイト）※「みさき」名義　他出演:ゆかり、さつき、よしえ
- マジックミラー便 都内有数の名門大学に通う高学歴女子大生 生まれて初めての公開オナニー編 vol.03 「あなたの“いつものオナニー”を見せてください!」 人前なのにインテリオナニーに没頭し火照ってしまったオマ○コはデカチ○ポが欲しくてたまらない!!（5月19日、ディープス）※「かえで」名義　他出演:なお、あや、ひなこ、さき、みちよ、みやび、あやな、ともか、せな
- 連れ子のはるちゃん（5月19日、禁断の果実）

2018年
- またもや衝撃流出! 会社訪問にやってきたリクスー就活女子を昏睡レイプした人事担当者の記録動画（4月13日、カルマ）他出演:有坂つばさ、月野ゆりあ、安田亜衣、ひらり、武藤つぐみ、冴島エレナ、青井いちご、溝呂木ゆず希 ほか
- 衝撃素人NTR投稿! PTAの懇親会で撮影された泥酔させられたあげく意識朦朧の状態で無理矢理性行為を強要されたウチの妻の寝取られ動画（4月13日、カルマ）他出演:武藤つぐみ、冴島エレナ、海空花、ひらり、月野ゆりあ、溝呂木ゆず希、安田亜衣 ほか
- 敏感になっちゃう催淫マッサージオイルと秘伝のツボで我慢できない人妻悶々整体院盗撮（4月13日、カルマ）他出演:有坂つばさ、海空花、安田亜衣、武藤つぐみ、青井いちご、溝呂木ゆず希、冴島エレナ、ひらり ほか
- 制服美少女中出し動画（4月13日、カルマ）他出演:冴島エレナ、海空花、武藤つぐみ、月野ゆりあ、溝呂木ゆず希、安田亜衣、青井いちご、ひらり ほか
- 「童貞卒業したい!!」としつこくお願いすると渋々受け入れてくれた姉 いざ挿入してみると相性抜群だったのかアソコをヒクヒク感じまくり! しかも「感じすぎるから騎乗位はダメ!」というので試してみると更に過敏になって高速騎乗位で連続マジイキ!（5月4日、DOC）他出演:安西ひかり、市橋えりな、西野悠
- 白タクシーおやじのベビーフェイス狩り（5月10日、ホットエンターテイメント）他出演:夢乃美咲、新川優里、鈴屋いちご ほか
- 女子○生限定 マジックミラー号 「下着メーカーのモニター調査」と称して生おっぱいをモミモミしながらインタビュー 清純そうな見た目からは想像もつかない超ドえろ発言連発! 敏感な美乳をもみほぐされて感度抜群女子○生が大人ち○ぽでイキまくり! 10人中10本番!（5月10日、SODクリエイト）※「ゆみ」名義　他出演:ふみか、けいこ、のぞみ、めい、ひかる、あかね、りょうこ、こころ、あおい
- 露出願望に取り憑かれた美少女の蕾（5月13日、オーロラプロジェクト・アネックス）
- 全て新作撮り下ろし! パンツ内大量射精痴漢 4 色んな所で色んな女の子にパンツ内大量射精してきました!!（5月19日、アパッチ）他出演:北川ゆず、碧しの、早川瑞希、橋下まこ、春日部このは、天海こころ、浜崎真緒、成海さやか、今井まい、持田栞里
- 温泉旅館 夫婦旅行 冴えない風貌な男の正体は回春指圧師 夫がいない間に妻を寝取っていた指圧師 得体の知れない媚薬を塗りこみ夫婦旅行の妻たちを寝取っていた（5月19日、熟女はつらいよ）他出演:海空花、ひらり、中島京子 ほか
- 「もしも〜」をかなえる妄想ワールド お尻や肛門のドアアップがいっぱい見れる  肛門認証が当たり前になった世界 指紋認証、顔認証いえいえ未来の生体認証はケツの穴!?（5月24日、ROCKET）他出演:今井ゆあ、水嶋アリス、有馬優羽、伊東あずさ
- 舌技、口技、手コキに膣締め! 全部濃厚スゴテク! 「だって私、プライベートでも毎日セックス漬けなんです♡」（5月25日、オーロラプロジェクト・アネックス）
- 想像できない誰にも見せられない有名私立女子●生の本性丸出しナマ交尾 01（6月8日、宇宙企画）他出演:佐々波りの、かなで自由
- 関東近県 某市営第1体育館に侵入 地元お姉さんたちのトイレの聖水盗撮 2（6月13日、カルマ）他出演:桐山結羽、星宮あかり、塚田詩織、苑田あゆり、優保なのか、堂島れい、夏希のあ ほか
- バツイチ婚活パーティー後、部屋にお持ち帰り盗撮 再婚を望むシングルマザー中出しセックスそしてAVに 再婚の為ならどんな変態プレイだってしちゃいますwww（6月19日、熟女はつらいよ）他出演:中島京子、ひらり、海空花、加藤ツバキ ほか
- ホームステイでやってきた黒人のデカマラに発情した母娘 〜ニホン ノ オヤコ ドスケベネ…〜（7月5日、グローリークエスト）共演:本庄優花
- しがみつきホールド孕ませSEX（8月2日、グローリークエスト）他出演:大槻ひびき、波多野結衣、神波多一花、みゆき菜々子

### VR
- あなただけを見つめてSEXをせがむ女子●生たち（2018年5月10日、宇宙企画VR）他出演:佐々波りの、かなで自由
- VRエステマッサージ（2018年7月1日、ガン見隊）他出演:海空花、秋山りねん、小林美央、倉科もえ、星野七

### イメージDVD
- 身長148cm Eカップ、あどけない美少女です。（2018年4月23日、CRANE）※「咲谷まみ」名義
- ボクのおっぱい!（2018年6月29日、スパイスビジュアル）※「晴乃さくら」名義